# ホンダ・ドリーム50
DREAM50（ドリーム50) は、かつて本田技研工業が製造販売したオートバイである。本項では競技専用仕様のDREAM50R（ドリーム50R)についても解説する。

## Dream50
1997年1月21日発表、同年2月28日発売。型式名A-AC15。50cc（原動機付自転車）クラスのロードスポーツモデルで、1962年に製造されたCR110カブレーシングの中期型・後期型をモチーフにし、現代風にアレンジされたものである。
排気量49㏄のAC15E型空冷4ストローク4バルブDOHC単気筒エンジンもCR110を意識したメカニズムで最高出力5.6ps/10,500rpmという高回転型ユニットである。
細めのシリンダーからに対して左右に大きく張り出したCR110を意識させるカムカバー造形が特徴で「ミッキーマウス」というあだ名が付いており、広告にはシリンダー部分のシルエットが掲載された。
また左右2本出しマフラーや前後油圧ディスクブレーキなど本モデルが設計時の水準で装備された機構も多い。
レトロデザインのスタイリングが注目され、自宅に観賞用として置くいわゆる「床の間バイク」としての購入も多い。しかし価格が32万9000円と高価であったことや50ccバイクは日本の道路交通法で最高速度が30km/hまでに限定されてしまうことなどから販売面ではヒットとならず、強化される自動車排出ガス規制に対応できず2000年までに一般向けの販売は終了した。

### 遍歴
1997年1月21日発表 同年2月28日発売
1997年12月22日発表 1998年1月28日発売
- 1,000台限定の'ドリーム50 スペシャルエディション追加し以下の変更を実施
  - 燃料タンク・シートストッパーをモンツァレッドに塗装
  - フロントフォーク・ボトムケース・サイドカバー・ヘッドライトケースをブラック塗装

2000年
- 生産終了

## DREAM50R
DREAM50はレース嗜好者からの評価は高くレース用需要は衰えずワンメイクレースも行われた。このためHRCからレース専用のキットパーツのほか競技専用としてキットパーツをあらかじめ組み込んだコンプリートマシンとした型式名AR02の本モデルが販売された。
公道用車両からは以下の変更点がある。
- 保安部品省略・ステー類カット・前後アルミフェンダー装着等により車両重量を81kgから71kgに軽量化。
- マニュアルトランスミッションを5速から6速クロスレシオへ変更。
- エンジンはHRC製「Dream50用レース専用キット」による専用ヘッド・カムシャフト・バルブスプリング・ピストン・低フリクションカムチェーン・クランクシャフト・軽量ACジェネレーター・ケーヒンPC20キャブレター・エアファンネルを組み込み。
- エキゾーストパイプは構造二重管から単管とし排気効率を向上。
- 最高出力を7.0PS/13,500rpmにアップ。

本モデルはDREAM50生産中止の2000年以降も継続生産されたが、2009年をもって生産販売共に終了となった。

## DREAM50TT
2004年にHRC製キットパーツをすべて組み込み、DREAM50Rに以下の仕様変更を実施し50台限定で注文生産ならびに販売されたモデルである。
- シリンダーヘッドをシングルポート化
- レーシングマフラーを装着
- 燃料タンクをアルミニウム製へ変更
- チェーンサイズを415へ変更
- ケーヒンCRキャブレターを組み込み
- 小径フライホイール・ACジェネレータを組み込み

なお2005年以降にも台数限定で数度の生産販売を実施した。